# براد أندروود
براد أندروود (بالإنجليزية: Brad Underwood)‏ هو مدرب كرة سلة أمريكي، ولد في 14 ديسمبر 1963 في ماكفرسون في الولايات المتحدة.

## وصلات خارجية
- براد أندروود على موقع كلية كرة السلة في سبورتس رفرنس.كوم (الإنجليزية)
- براد أندروود على موقع ريلجم (الإنجليزية)
- براد أندروود على موقع كلية كرة السلة في سبورتس رفرنس.كوم (الإنجليزية)